# Брітомартіда
Брітомартіда, також Брітомартіс (грец. Βριτομαρτις), Диктинна — критська богиня полювання, рибальства та мореплавства; вважалася винахідницею сіток. Дочка Зевса, відома своєю цнотливістю.

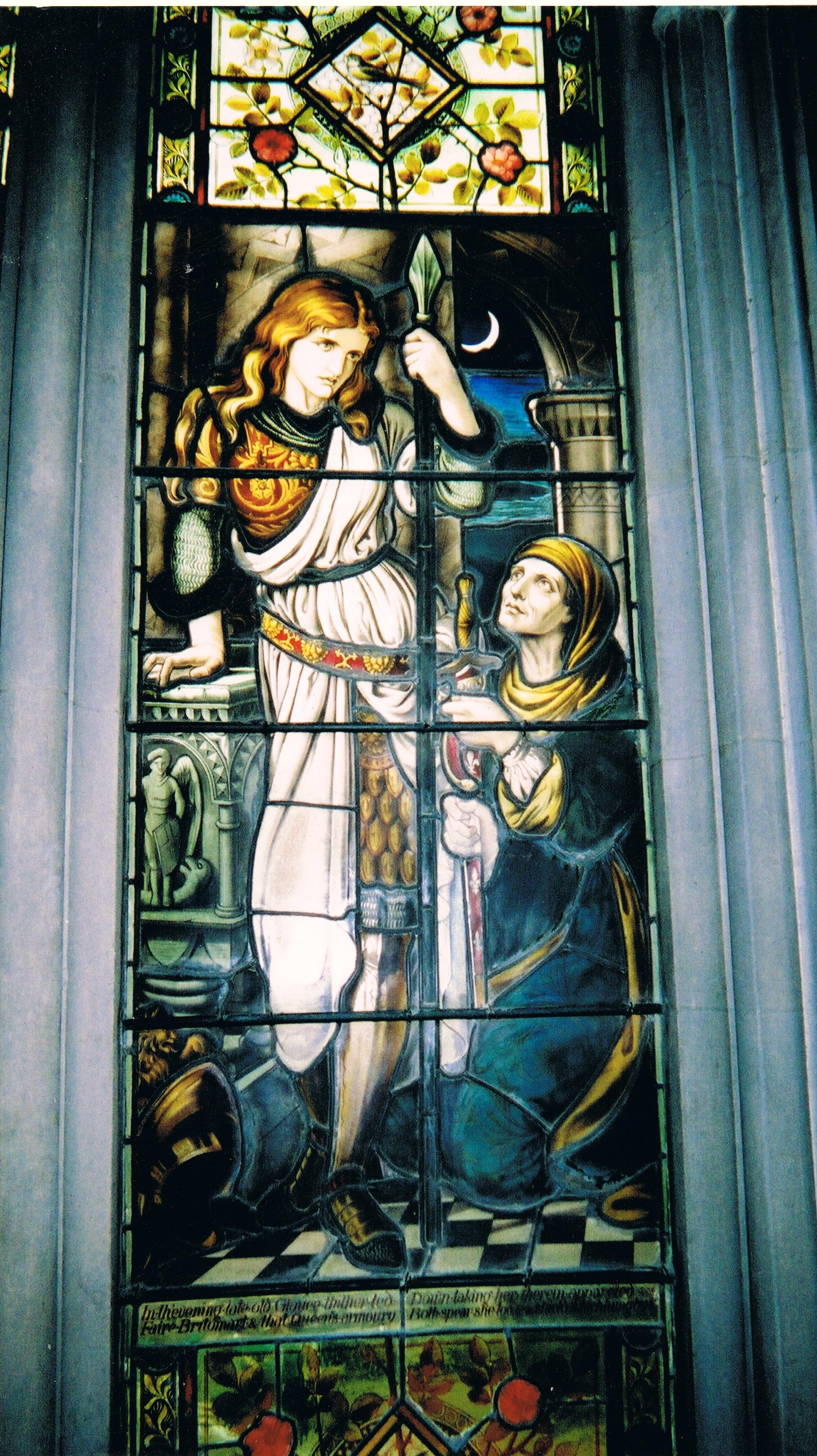
Βριτομαρτις

За одним із міфів, Брітомартіда, тікаючи від закоханого в неї критського володаря Міноса, кинулася в море, але була врятована, потрапивши в рибальські сітки. Звідси її епітет Діктіна (гр. diktyon — сітка). Брітомартіду часто ототожнювали з Артемідою або Афаєю. В Кідонії на її честь споруджено храм. Храми Брітомартіди були також у Херсонесі, Літті, Фаласарні, Олонті та Поліррії. Пізніше її почали шанувати як богиню Місяця. На Егіні Брітомартіда ототожнювалася з Гекатою, на її честь егіняни влаштовували урочистості, які, за свідченням Павсанія, запровадив Орфей. Згодом культ Брітомартіди злився з культом Ісіди та інших божеств. До наших днів збереглися зображення Брітомартіди на монетах.
Вшанована на Поверсі спадщини Джуді Чикаго.